# 警察保安局
警察保安局（挪威語：Politiets sikkerhetstjeneste，PST）是挪威警方的保安機構，相当于英国的軍情五處，过去称作POT（Politiets overvåkningstjeneste，警察监视机构），2001年6月2日在挪威议会决定下改为现名。
该机构组建于1936或1937年。负责挪威的内部安全监视。已知的运行部门包括：防谍处、反恐处、反扩散（counterproliferation）与有组织犯罪处、反极端主义处、外侨处。此外，PST负责所有挪威要员在国内与出国访问时的安全保护，但不包括有独立护卫勤务的挪威王室。
PST与挪威其他警察部门不同，不隶属于挪威警察總局，而是直属于挪威司法公安部，并受挪威议会情报监视委员会的监管以防止冷战时PST在挪威国内对本国公民搞非法政治侦防监控行为重演。
PST的总部称作Den Sentrale Enhet（意为“中央机关”），位于奥斯陆的Nydalen。在全国各警区都设有分局。

## 历任局长
列表：
- 1957-1966 : Asbjørn Bryhn（英语：Asbjørn Bryhn）
- 1967-1982 : Gunnar Haarstad（英语：Gunnar Haarstad）
- 1982-1990 : Jostein Erstad（英语：Jostein Erstad）
- 1990-1991 : Svein Urdal（英语：Svein Urdal）
- 1991-1993 : Jan Grøndahl（英语：Jan Grøndahl） (代理)
- 1993-1996 : Hans Olav Østgaard（英语：Hans Olav Østgaard）
- 1996-1997 : Ellen Holager Andenæs（英语：Ellen Holager Andenæs） (acting)
- 1997-2003 : Per Sefland（英语：Per Sefland）
- 2003-2004 : Arnstein Øverkil（英语：Arnstein Øverkil） (acting)
- 2004-2009 : Jørn Holme（英语：Jørn Holme）
- 2009 : Roger Berg（英语：Roger Berg） (代理)
- 2009–2012 : Janne Kristiansen（英语：Janne Kristiansen）
- 2012 : Roger Berg（英语：Roger Berg） (acting)
- 2012–当前 : Benedicte Bjørnland（英语：Benedicte Bjørnland）